# Wolfgang Renner (Radsportler)
Wolfgang Renner (* 28. Oktober 1947 in Stuttgart) ist ein ehemaliger deutscher Cyclocross-Fahrer, welcher in dieser Sportart mehrere deutsche Meistertitel erringen konnte. Des Weiteren führte er mit seinem Unternehmen Centurion als erster deutscher Hersteller das Mountainbike in Deutschland ein.

## Leben
Die sportliche Laufbahn von Wolfgang Renner (der für den Verein RV Pfeil Magstadt startete) begann im Kindesalter mit der Sportart Kunstradfahren, in der er gemeinsam mit seinem Zwillingsbruder Jürgen erfolgreich war. Danach wechselte er zum Querfeldeinrennen, welches sich besser als der Straßenradsport mit seinem Studium der Elektrotechnik und Betriebswirtschaftslehre vereinbaren ließ und wurde 1970, 1971 und 1972 bei den Amateuren jeweils Deutscher Meister in dieser Disziplin. 1968 startete er erstmals bei den UCI-Weltmeisterschaften in seiner Disziplin und belegte den 28. Rang. 1972 gewann er beim Sieg von Norbert Dedeckere die Bronzemedaille. Seine erfolgreichste Saison hatte er mit 21 Siegen 1969. 
Im Jahr 1976 wurde Renner durch einen Bekannten die Möglichkeit eröffnet, mittels des Vertriebs von japanischen Centurion-Rahmen in den Handel mit Fahrradkomponenten einzusteigen. Infolgedessen entstand in Deutschland eine Dependance der Marke Centurion, deren Namensrechte er sich im Jahr 1991 sicherte. Renner, dem ein wesentlicher Anteil an der Einführung der Trendsportarten BMX und MTB aus den Vereinigten Staaten zugesprochen wird, betätigte sich neben seinem Engagement für sein Unternehmen zum einen als Organisator von Radsportveranstaltungen, wo es ihm beispielsweise gelang, den Bund Deutscher Radfahrer zur Ausrichtung der ersten Deutschen Meisterschaften im Mountainbike zu bewegen, indem er dieses Vorhaben massiv unterstützte, oder als er 1981 die erste BMX-Bahn in Baden-Württemberg eröffnete. Zum anderen als freier Journalist, wo er unter Pseudonym verschiedene Artikel in einschlägigen Radsportmagazinen veröffentlichte.